# Pleurobrachia
Pleurobrachia Fleming, 1822 é um género de Ctenophora com distribuição natural alargada nas águas costeiras das regiões temperadas e tropicais de todos os oceanos, conhecidos comumente como groselhas-do-mar. Em conjunto com o género Hormiphora, constitui o grupo mais comum e conhecido de ctenóforos.

## Espécies
O género Pleurobrachia contém as seguintes espécies:
- Pleurobrachia arctica Wagner, 1885
- Pleurobrachia australis (Benham, 1907)
- Pleurobrachia bachei L. Agassiz, 1860
- Pleurobrachia brunnea Mayer, 1912
- Pleurobrachia dimidiata Eschscholtz, 1829
- Pleurobrachia globosa Moser
- Pleurobrachia pigmentata Moser, 1903
- Pleurobrachia pileus (Müller, 1776)
- Pleurobrachia rhododactyla L. Agassiz, 1860
- Pleurobrachia rhodopis Chun, 1880
- Pleurobrachia striata Moser